# André Bertic
André Bertic (de son véritable nom Georges Ernest Bricet) est un acteur français, né à Chatillon-sur-Seine (Côte-d'Or) le 24 juin 1882 et mort à Paris le 13 juin 1951.

## Filmographie
- 1932 : Avant-première de William Delafontaine - court métrage -
- 1932 : Un coup manqué de Marco de Gastyne - court métrage -
- 1933 : Le Tunnel de Kurt Bernhardt - Gordon, un autre banquier
- 1934 : Chourinette d'André Hugon
- 1935 : Bibi-la-Purée de Léo Joannon
- 1935 : Le Diable en bouteille de Heinz Hilpert et Reinhart Steinbicker
- 1938 : Un grand amour de Beethoven d'Abel Gance - Johann Van Beethoven

## Théâtre
- 1946 : Le Crime de Lord Arthur Savile de St. John Legh Clowes d'après Oscar Wilde, mise en scène Marcel Herrand,  Théâtre des Mathurins